# 스카이랩 2호
스카이랩 2호(영어: Skylab 2, SL-2, 또는 SLM-1)는 스카이랩 우주 정거장에 체류한 첫 번째 유인 우주선이다. 새턴 IB 로켓으로 발사되어 1973년 5월 26일부터 1973년 6월 22일까지 스카이랩에서 3명의 우주 비행사가 체류하였다.

## 승무원
- 찰스 콘라드 - 선장
- 폴 웨이츠 - 조종사
- 조셉 커윈 - 과학 조종사

### 백업 승무원
- 러셀 슈바이카트 - 선장
- 브루스 맥캔들리스 2세 - 조종사
- 스토리 머스그레이브 - 과학 조종사

## 미션 통계
- 도킹 - 1973년 5월 26일 21:56:00 UTC
- 언도킹 - 1973년 6월 22일 19:48:07 UTC
- 도킹 시간 - 26일 21시간 52분 7초

### 우주 유영
- 웨이츠 - EVA 1
- EVA 1 시작 - 1973년 5월 26일 00:40 UTC
- EVA 1 종료 - 1973년 5월 26일 01:20 UTC
- EVA 시간 - 40분

- 콘라드, 커윈 - EVA 2
- EVA 2 시작 - 1973년 6월 7일 15:15 UTC
- EVA 2 종료 - 1973년 6월 7일 18:40 UTC
- EVA 시간 - 3시간 25분

- 콘라드, 웨이츠 - EVA 3
- EVA 3 시작 - 1973년 6월 19일 10:55 UTC
- EVA 3 종료 - 1973년 6월 19일 12:31 UTC
- EVA 시간 - 1시간 36분

## 미션의 진행
1973년 5월 25일에 발사된 스카이랩 2호 승무원의 가장 급한 임무는 스카이랩의 수리 임무였다. 스카이랩의 운석 보호막과 태양광 방어막, 한 쪽의 태양 전지 패널이 찢겨 있었고, 나머지 한 쪽의 태양 전지 패널은 정상 작동되지 않았다. 이 방어막들이 없으면, 스카이랩의 온도가 상승해 위험에 빠질 수도 있었다. 승무원들이 직접 위험한 우주 유영으로 겨우 수리에 성공했다.
스카이랩 2호의 승무원들은 이후 약 1개월간 과학 실험을 진행하고, 1973년 6월 22일 스카이랩과의 도킹을 해제하고 태평양 해상에 착수했다. 스카이랩 2호는 구조 항공모함 USS 타이콘데로가에서 9.6 km 떨어진 곳에 성공적으로 착수하고 구조되었다.

## 갤러리

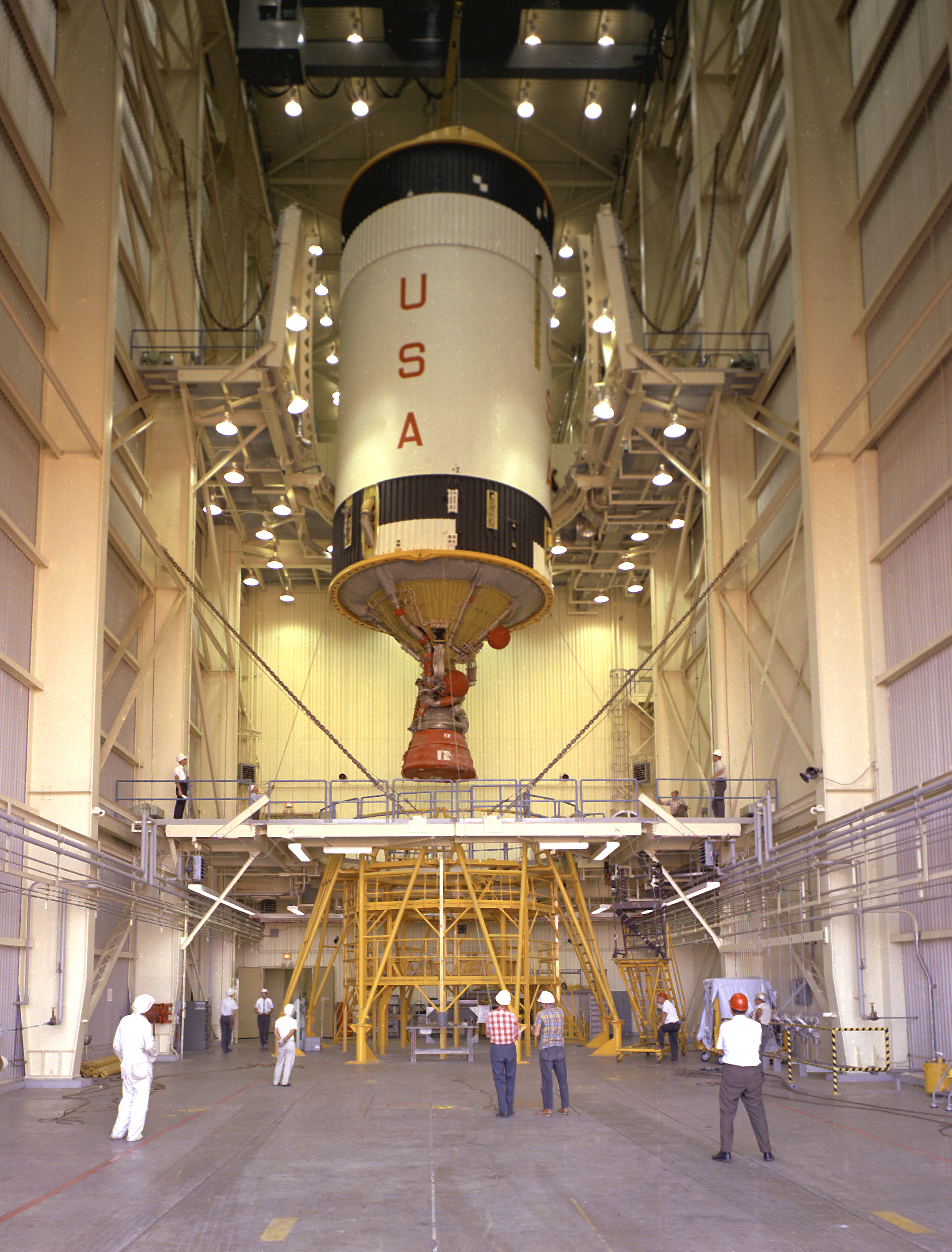
스카이랩 2호에 사용된 새턴 IB의 3단 S-IVB
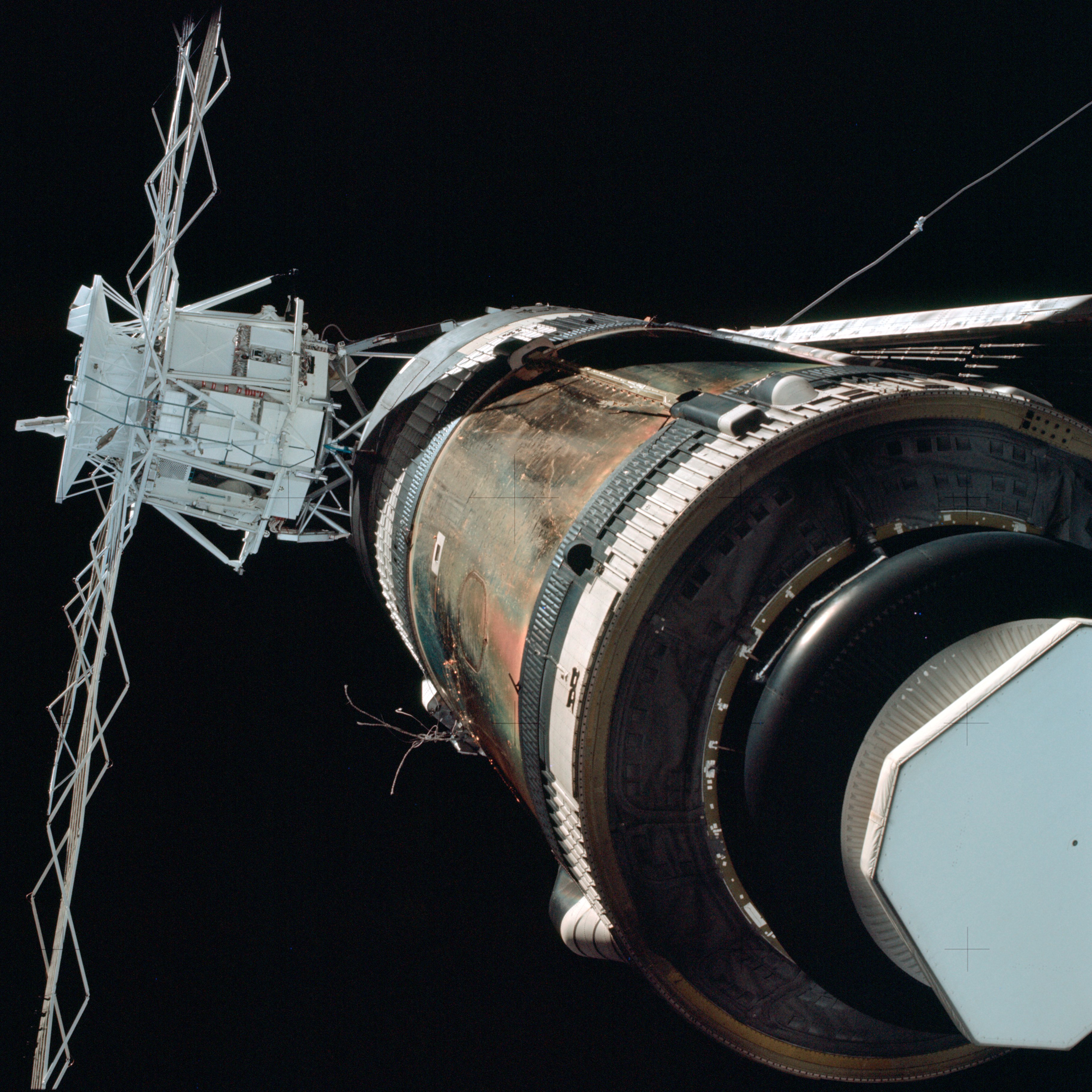
스카이랩 2호의 사령선에서 바라본 스카이랩